# Grand Plantain
Plantago major
Espèce
Classification phylogénétique
Le Grand Plantain (Plantago major), gros plantain, plantain majeur ou plantain des oiseaux, est une plante herbacée vivace de la famille des Plantaginacées. Cette plante est originaire d'Europe et est bien connue pour être une des premières à s'être répandue dans les colonies. De nos jours elle est plutôt considérée comme une mauvaise herbe par les agriculteurs de différents pays.

## Description

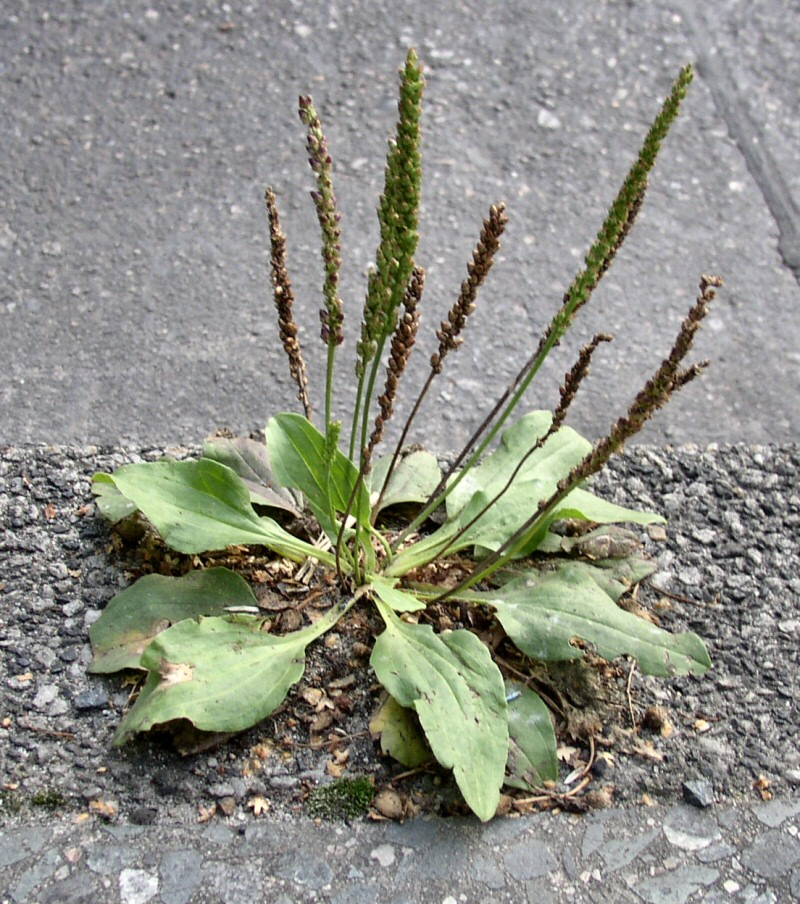
Grand plantain résistant au piétinement.

### Appareil végétatif
Cette plante vivace de 10-50 cm, glabrescente ou pubescente, a un port variable (port prostré à port dressé, étalé). Elle possède une souche courte et des radicelles pouvant dépasser 20 cm. La multiplication végétative par division de la souche est fréquente.

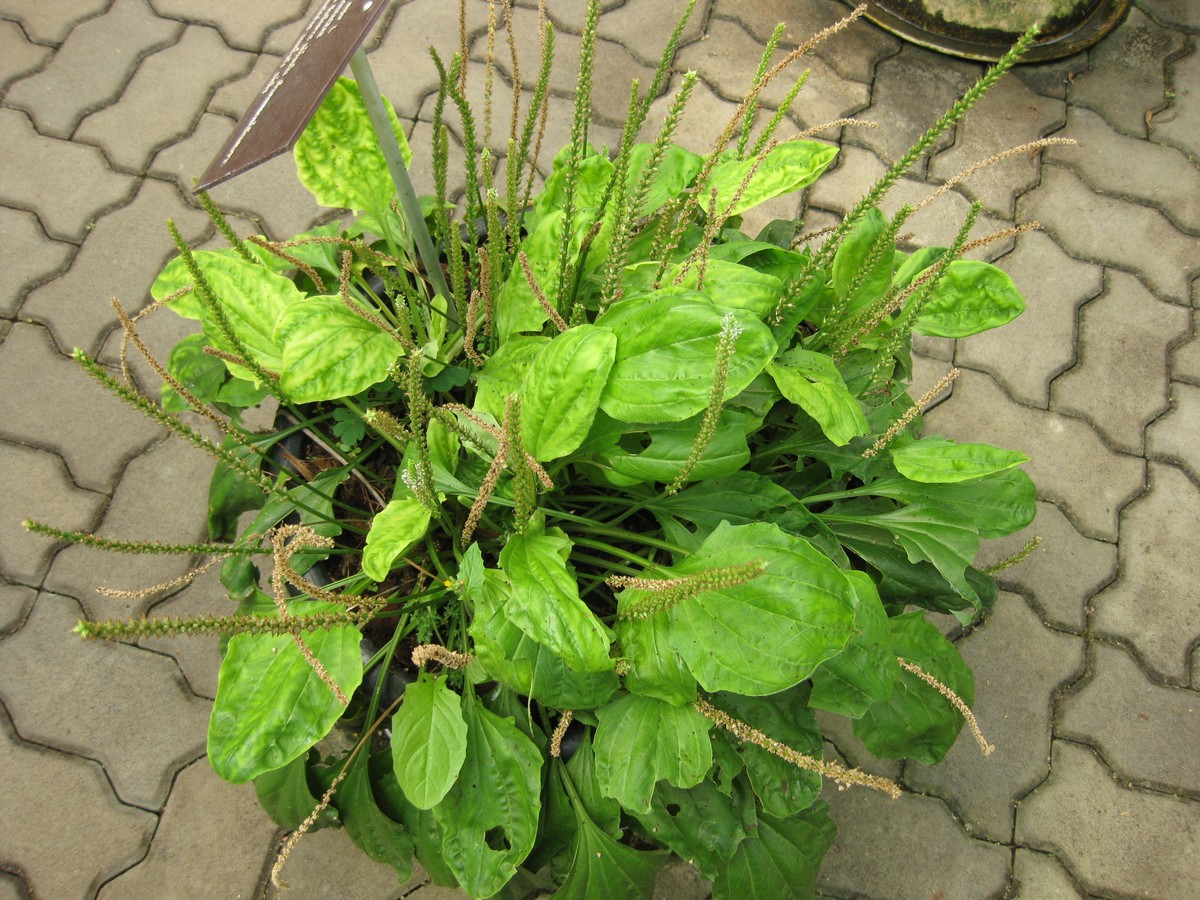
Grand Plantain en pot, Jardin botanique de la reine Sirikit, Thaïlande

Les feuilles basales largement ovales/elliptiques, lisses ou légèrement pubescentes, sont disposées en rosette. Elles ont un pétiole assez long un peu ailé (limbe engainant continuant sur les côtés), 5 à 9 fortes nervures. Ces feuilles épaisses, élastiques, fibreuses et plaquées au sol résistent bien aux effets destructeurs du piétinement (d'où son emploi comme « plante des coups » selon la théorie des signatures) et au compactage du sol, ce qui prédispose cette plante à coloniser toutes sortes de milieux piétinés et ensoleillés (pelouses urbaines, interstices de trottoirs, pieds des murs, allées et chemins, talus ras, quais de gare). Leur remarquable élasticité est visible lorsqu'on étire délicatement le pétiole ou on déchire une feuille en travers : on voit apparaître des fils qui correspondent aux nervures. Ces fils qui se distendent lors de leur étirement étaient utilisés par les enfants en Europe pour fabriquer des cordes d'instruments de musique, d'où le surnom de la plante en Angleterre : le « banjo » ou la « Beatles'Guitar » (guitare des Beatles).

### Appareil reproducteur
La hampe aphylle, non striée, égalant à peine ou dépassant les feuilles, porte au sommet un épi cylindrique, un peu lâche à la base, inflorescence qui lui vaut le nom vernaculaire de queue de rat. À la base de cette inflorescence, des bractées ovales-obtuses, un peu scarieuses, vertes sur le dos, égalent la moitié des sépales arrondis qui forment  un calice à quatre lobes aigus. La corolle grisâtre, glabre, est à lobes obtus. L'androcée est constitué d'étamines à anthères brunes et filets brièvement saillant.  
Le fruit est une capsule à 8-16 petites graines anguleuses de couleur foncée. 
Le grand plantain est très répandu et se récolte en fin de printemps. Il est relativement tolérant aux herbicides.

## Composants chimiques
La plante renferme des tanins, du mucilage, des flavonoïdes, dont l'apigénine, des acides-phénols, et des iridoïdes, en particulier de l'aucuboside.

## Écologie
Les graines du grand plantain, qui doivent être récoltées bien mûres, par temps sec et séchées rapidement au soleil ou à four tiède pour éviter le brunissement, font les délices des oiseaux de compagnie.  Elles sont un complément alimentaire très riche. Si elle est ingérée avec suffisamment de liquide, la graine gonfle sans être digérée, ce qui entraîne une défécation plus douce et plus volumineuse[citation nécessaire].
Le Grand plantain est une espèce bioindicatrice. L'agriculteur dont les prairies sont envahies de cette plante a affaire à un sol argileux et compact. Elle indique ainsi, comme la Patience à feuilles obtuses, un engorgement quasi permanent qui induit un manque d'oxygène et une baisse de l'activité bactérienne aérobie au profit de l'activité bactérienne anaérobie qui réduit le fer ferrique en fer ferreux toxique pour les racines des végétaux.
Apparemment introduit dans les Amériques par des colonisateurs puritains, le plantain était connu de certains peuples amérindiens sous le nom commun de « White man's footprint : empreinte de l'homme blanc », car il prospérait dans les écosystèmes perturbés et endommagés qui entouraient les colonies européennes.

## Usages

### Alimentaire
Comme le plantain psyllium (Plantago afra L.), les feuilles jeunes riches en mucilages se mangent en salade.

### Fourrager
Le grand plantain est fréquent dans les prairies permanentes où il résiste bien au piétinement et au surpâturage. Dans les prairies intensives, il est plutôt considéré aujourd'hui comme une plante adventice de faible valeur fourragère. Il est cependant apprécié pour ses propriétés diététiques, les tanins des plantains étant réputés diminuer l'effet météorisant dû aux légumineuses, mais seul le plantain lancéolé est aujourd'hui intentionnellement utilisé dans les prairies.
Les graines sont parfois utilisées pour nourrir les oiseaux, d'où son nom de plantain des oiseaux.

### Cosmétique
En cosmétique, on l'utilise en extrait aqueux.

### Propriétés médicinales
- Propriétés : dépuratif, diurétique, hémostatique, vulnéraire, antiallergique, anti-inflammatoire respiratoire[10].
- Usage : infusion, cataplasme, jus, teinture, eau distillée.
- Les graines sont laxatives par effet mécanique dû au mucilage qu'elles contiennent.
- Les feuilles fraîches écrasées sont utilisées comme cicatrisant et en massage sur les piqûres de moustiques et d'orties. Depuis l'Antiquité, elles sont considérées comme hémostatique à action rapide sur les blessures. Elles étaient également utilisées comme collyre sous forme d'eau distillée. Leur teinture est toujours utilisée dans les odontalgies.
- Les racines du plantain, broyées, servaient pour préparer des cataplasmes anti-infectieux et pour leurs propriétés antiallergiques et anti-inflammatoires sur les voies respiratoires et les maladies de peau.

## Galerie

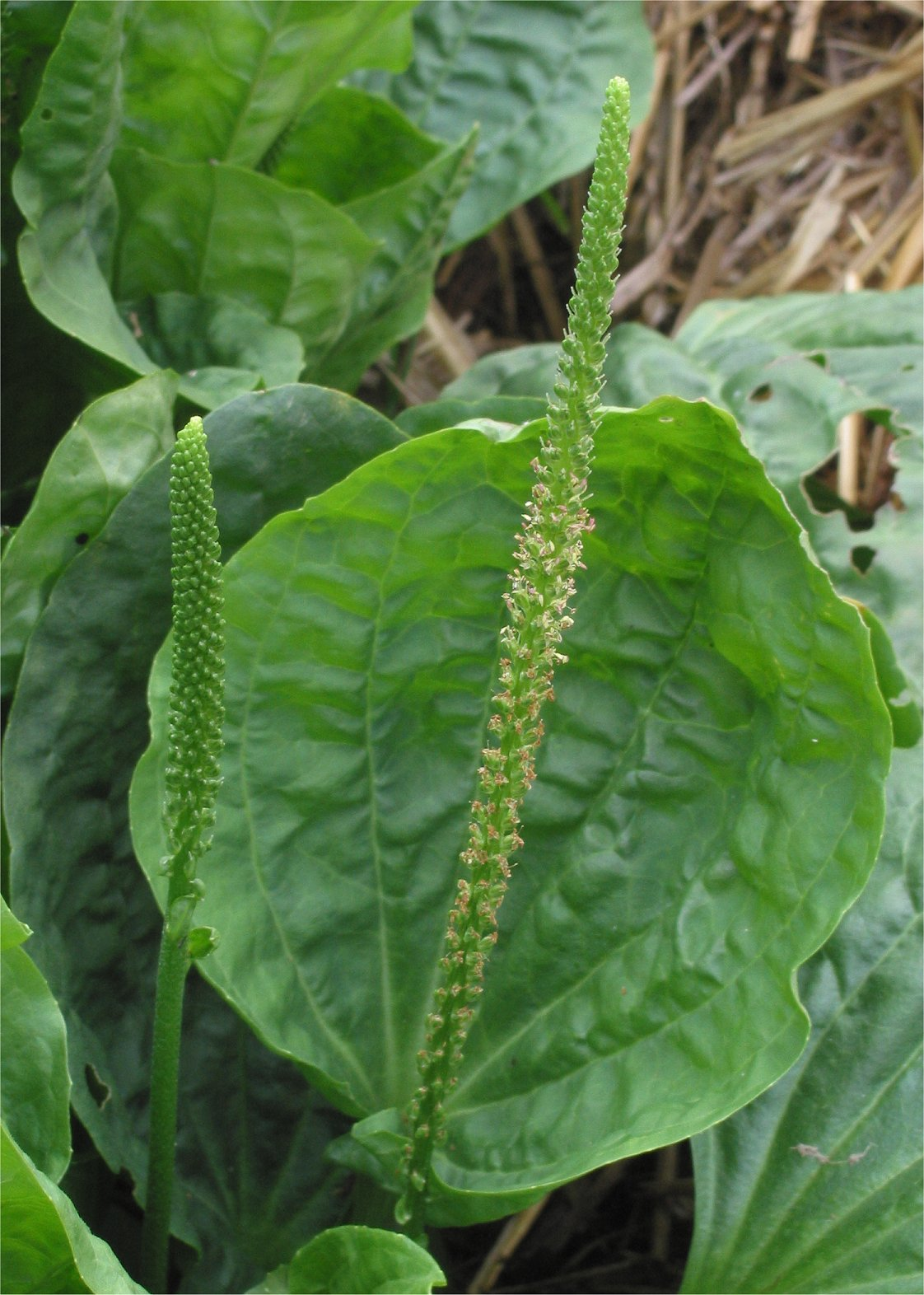
Feuille
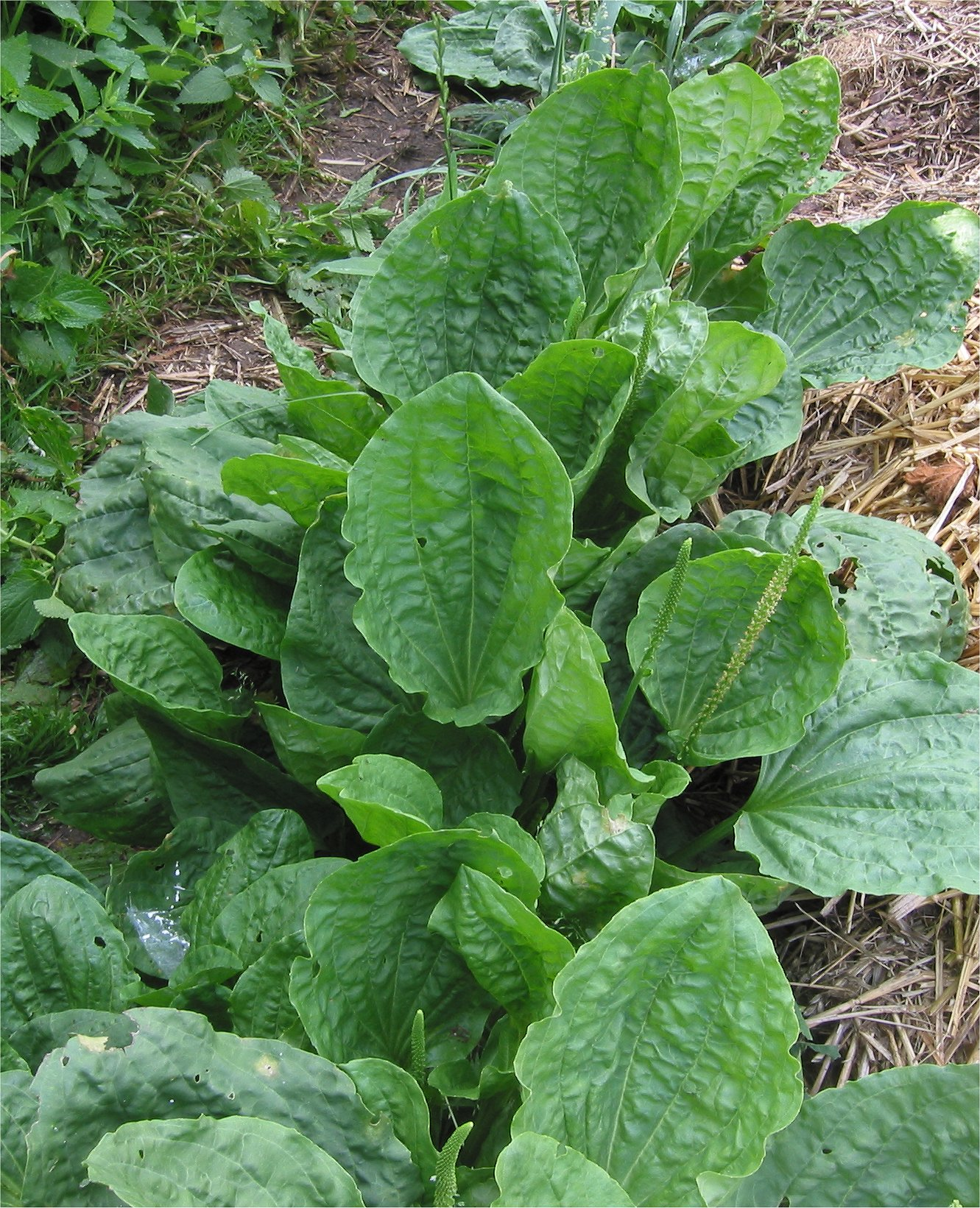
Vue générale
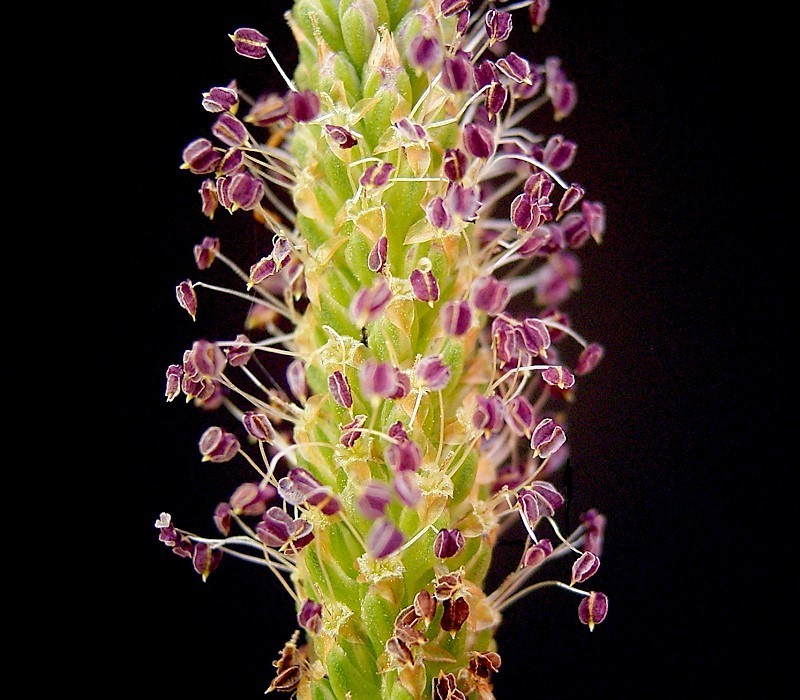
Inflorescence.
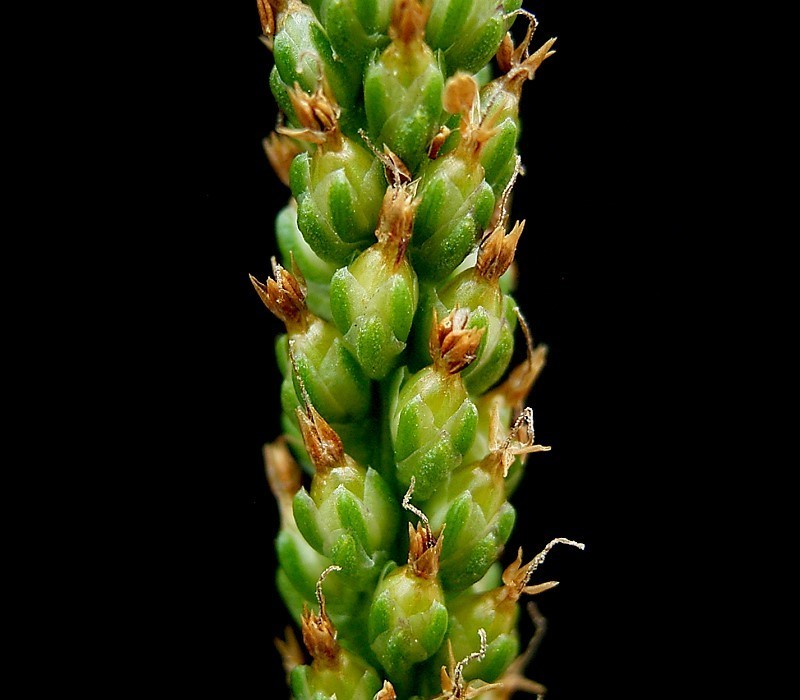
Infrutescence.
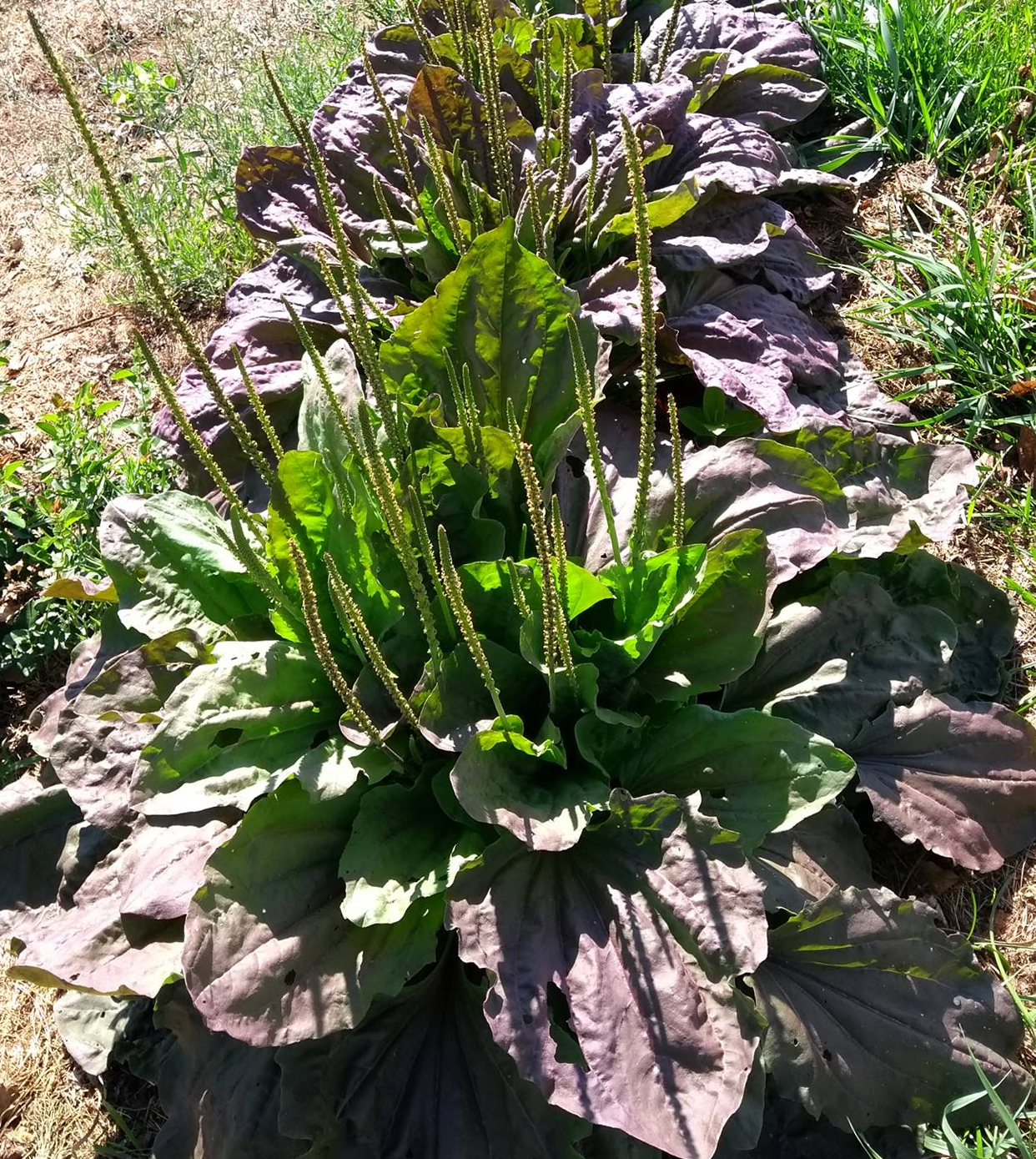
Plantago major ‘Rubrifolia’.